# ロバート・F・ケネディ・メモリアル・スタジアム
ロバート・F・ケネディ・メモリアル・スタジアム（Robert F. Kennedy Memorial Stadium、略称: RFKスタジアム）は、アメリカ合衆国の首都ワシントンD.C.にある市営の多目的スタジアムである。

## 歴史
元々このスタジアムはディストリクト・オブ・コロンビア・スタジアム（略称: D.C.スタジアム）という名称で、1961年からNFLワシントン・レッドスキンズとMLBワシントン・セネタース（現テキサス・レンジャーズ）の本拠地球場として使用されていた。
1968年にロバート・F・ケネディ（ジョン・F・ケネディ元大統領の実弟、第64代アメリカ合衆国司法長官）が大統領選挙の遊説中に暗殺されたことを受けて、ケネディの業績を称えるため現在のスタジアム名に変更された。
1972年にセネタースがテキサス州アーリントンに移転したため、しばらくはアメリカンフットボールやサッカーに使用されていた。
1994年にはサッカー・FIFAワールドカップ会場の一つに選ばれ、グループリーグ4試合と決勝トーナメント1回戦1試合（スペイン 3－0 スイス）が開催された。
1996年、この年に結成されたアメリカのプロサッカーリーグ・MLSのD.C. ユナイテッドが、当スタジアムを本拠地として使用するようになったが、翌1997年、入れ替わるようにしてNFLレッドスキンズはジャック・ケント・クック・スタジアムへ移転した。
2005年にはMLBモントリオール・エクスポズがカナダ・モントリオールから移転してきて、球団名をワシントン・ナショナルズへ変更。セネタース以来35年ぶりの大リーグチームとして、2008年のナショナルズ・パーク完成まで当スタジアムを本拠地とすることとなった。

## 主な出来事
MLB
- 1962年4月9日 - スタジアム最初の試合でセネタースがデトロイト・タイガースに4-1で勝利。ジョン・F・ケネディ大統領が始球式を務めた。
- 1967年6月12日 - 延長22回（試合時間6時間38分）の末、セネタースがシカゴ・ホワイトソックスに6-5で勝利。午前2時43分に終了し、ナイトゲームとしては当時メジャー最長試合だった。
- 1971年9月30日 - セネタースの最後の試合だったが、ファンの乱入で没収試合となった。
- 1982年7月19日 - オールドタイマーズ・ゲームで、当時75歳のルーク・アップリングがウォーレン・スパーンからホームランを打った。
- 2005年4月14日 - ナショナルズ最初の試合。アリゾナ・ダイヤモンドバックスに5-3で勝利。
- 2006年9月16日 - アルフォンソ・ソリアーノが初回に二盗に成功し、史上4人目の40本塁打40盗塁を達成。
- 2007年9月23日 - ナショナルズのスタジアム最後の試合。フィラデルフィア・フィリーズに5-3で勝利し、このスタジアムでの3シーズンの通算成績が122勝121敗となった。

NFL
- 1966年11月27日 - レッドスキンズがニューヨーク・ジャイアンツに72-41で勝利。両チーム合計113点はNFL史上最多。
- 1972年12月31日 - レッドスキンズがNFCチャンピオンシップゲームでダラス・カウボーイズを26-3で破り、第7回スーパーボウル出場を決めた。
- 1973年10月8日 - カウボーイズとのマンデーナイトフットボールで試合最後のプレーで、レッドスキンズのSケン・ヒューストンが相手WRウォルト・ギャリソンをゴール直前で止めて勝利。
- 1977年12月17日 - レッドスキンズがロサンゼルス・ラムズに17-14で勝利、この試合はジョージ・アレンが指揮した最後の試合となった。
- 1981年10月25日 - レッドスキンズがニューイングランド・ペイトリオッツに24-22で勝利。この試合は、ジョー・ギブスヘッドコーチの初勝利であった。
- 1983年1月17日 - NFCチャンピオンシップゲームでカウボーイズに31-17で勝利、レッドスキンズが第17回スーパーボウル出場を決めた。
- 1983年9月5日 - レッドスキンズの新人CBダレル・グリーンが、カウボーイズのRBトニー・ドーセットを後ろから追いかけて、TDを阻止した。
- 1985年11月18日 - ジャイアンツとのマンデーナイトフットボールで、ジャイアンツのLBローレンス・テイラーにレッドスキンズQBジョー・サイズマンがサックされた際、足を骨折しそのまま引退に追い込まれた。試合は控えQBジェイ・シュローダーの活躍で、23-21でレッドスキンズが勝利した。
- 1988年1月17日 - ミネソタ・バイキングスとのNFCチャンピオンシップゲームで、ダレル・グリーンがウェイド・ウィルソンのパスをエンドゾーンでインターセプト、レッドスキンズが第22回スーパーボウル出場を決めた。
- 1992年1月12日 - NFCチャンピオンシップゲームでデトロイト・ライオンズを41-10で破り、レッドスキンズが第26回スーパーボウル出場を決めた。
- 1992年12月13日 - レッドスキンズがカウボーイズに20-17で勝利、ジョー・ギブスヘッドコーチの本スタジアムでの最後の勝利。
- 1996年12月22日 - レッドスキンズの本スタジアムでの最後の試合、長年のライバル、カウボーイズに37-10で勝利した。ハーフタイムには過去の偉大な選手が出席するセレモニーが行われた。

サッカー
- 1994年 - FIFAワールドカップの会場の一つとなった。
- 1996年 - 1996年アトランタオリンピックのサッカー競技の会場の一つとなった。
- 2007年8月9日 - ロサンゼルス・ギャラクシーに入団したデビッド・ベッカムがD.C. ユナイテッド戦でMLSデビュー。
- 2013年6月2日 - アメリカ合衆国サッカー連盟創設100周年記念親善試合で、アメリカ代表がドイツ代表に4-3で勝利。
- 2017年10月22日 - D.C. ユナイテッドが本スタジアムでの最後の試合。1-2でニューヨーク・レッドブルズに敗れた。

ボクシング
- 1993年5月22日 - WBA世界ヘビー級王者リディック・ボウがジェシー・ファーガソンを2RKOで破りタイトル防衛。ロイ・ジョーンズ・ジュニアがバーナード・ホプキンスを12R判定で破りIBF世界ミドル級王座獲得。